# Sam Vokes
Samuel Michael Vokes (Southampton, 21 ottobre 1989) è un calciatore gallese, attaccante del Wycombe.

## Caratteristiche tecniche
Attaccante che gioca bene in area piccola, occupa la posizione di punta centrale, è dotato di una buona tecnica individuale, grazie al proprio atletismo, al senso della posizione e al suo stacco aereo, Vokes è un ottimo colpitore di testa, sa reagire bene ai cross che gli vengono offerti oltre a far valere le sue capacità di opportunismo. È abile anche nei calci di rigore, il suo piede forte è il destro e dispone di una buona potenza di tiro.

## Carriera

### Club
Inizia la sua carriera da professionista al Bournemouth, dove militò anche nelle giovanili, costruendosi una buona fama di finalizzatore. Esordisce nella Football League One (la terza divisione inglese) il 5 dicembre 2006 nella vittoria per 2-0 contro il Nottingham Forest, segna la sua prima rete in campionato nel pareggio per 1-1 contro il Gillingham, realizza la sua prima doppietta nella sconfitta contro il Scunthorpe finita per 3-2. Nell'edizione 2007-2008 del campionato Vokes segna dodici reti, è autore di un gol sia contro il Leyton Orient che contro il Port Vale vincendo entrambi i match per 3-1, segna una doppietta nelle vittoria per 2-0 contro il Nottingham Forest e l'Hartlepool United, l'ultima rete di Vokes viene segnata contro il Crewe Alexandra decidendo il successo per 1-0.
Nel 2008 viene acquistato dal Wolverhampton che, al tempo, faceva parte della seconda divisione inglese, la Championship, segnando la sua prima rete in campionato nel pareggio per 2-2 contro il Plymouth Argyle, realizza il gol del 3-1 battendo il Watford, un'altra rete la segna nella vittoria per 3-0 ai danni del Southampton, riesce a segnare una doppietta vincendo per 3-1 contro il Charlton. Segna il suo primo gol nella FA Cup con la rete del 2-0 prevalendo contro il Birmingham. Qui Vokes ha molto meno spazio che nella squadra precedente, dovendosi lottare il posto da titolare con attaccanti di spessore come Sylvain Ebanks-Blake o Andy Keogh. Viene però considerato la prima sostituzione per le due punte dei Wolves, scalzando un pilastro come Chris Iwelumo, e colleziona molte presenze come sostituto.
Torna a giocare in terza divisione con il Leeds United segnando un solo gol, sconfiggendo per 4-0 il Bristol Rovers. Avrà brevi esperienze in altre squadre, giocando ancora nella seconda divizione, come nel Bristol City disputando un solo match parso per 3-0 contro il Millwall, militando nello Sheffield United segna una sola rete battendo per 2-1 il Nottingham Forest, vestendo la maglia del Norwich City realizza un solo gol pareggiando per 2-2 contro il  Watford. Torna a giocare per il Wolverhampton dove Vokes esordisce nella Premier League (la massima divisione inglese) il 26 aprile 2011 perdendo per 3-0 contro lo Stoke City, riesce a segnare un gol nell'ELF Cup, siglando la rete del 4-0 nella vittoria contro il Northampton Town.
Nel 2011 Vokes torna a giocare nella seconda divisione con il Burnely, segna un gol battendo per 4-0 l'Ipswich Town, inoltre realizza la rete 2-1 sconfiggendo il West Ham. Successivamente gioca con il Brighton, segna un gol nel pareggio per 1-1 contro il Nottingham Forest, realizza una rete anche contro il Millwall e il Cardiff pareggiando per 2-2 entrambi i match.
In seguito gioca per il Burnley, arriva a segnare 20 reti nell'edizione 2013-2014 della Championship, realizza un gol contro lo Sheffield Wednesday, il Leeds, il Reading e lo Yeovil Town vincendo tutti i match per 2-1, riesce inoltre a segnare una doppietta prima vincendo per 3-0 contro il Charlton e anche battendo per 3-1 il Nottingham Forest, oltre che nel pareggio per 3-3 contro il QPR, l'ultima rete la sigla vincendo per 2-0 contro il Doncaster Rovers.
Vince l'edizione 2015-2016 del campionato si seconda divisione realizzando quindici reti, la prima nel pareggio per 1-1 contro il Leeds, segna il gol del 1-0 che permette di battere il QPR, l'Hull City e il Nottingham Forest, trasforma un rigore sconfiggendo per 4-1 il Derby County, è autore di una doppietta nel successo per 3-2 contro il Fulham, l'ultima rete nel campionato la segna nella partita conclusiva vincendo per 3-0 ai danni del Charlton. La squadra ottiene la promozione in Premier League dove Vokes segna il suo primo gol nella massima divisione inglese sconfiggendo il Liverpool, realizza una rete anche contro l'Everton vincendo per 2-1, Vokes segna il gol del 1-0 che decide la vittoria sul Leicester City, con lo stesso risultato si conclude la partita vinta contro il Middlesbrough dove Vokes serve l'assist con cui Andre Gray segna la rete della vittoria, inoltre segna una doppietta pareggiando per 2-2 con il West Brom, l'ultimo gol nell'edizione del campionato lo realizza nella sconfitta per 2-1 contro il West Ham.
Si trasferisce allo Stoke City tornando a giocare nellas seconda divisione, segna il suo primo gol con la squadra in una partita di campionato finita 2-2 con l'Aston Villa. Il 4 luglio 2020 realizza l'ultima rete nella Championship per lo Stoke City vincendo per 4-1 contro il Barnsley. Il 28 luglio 2021, dopo due anni allo Stoke City, viene ingaggiato dal Wycombetornando a giocare in terza divisione.

### Nazionale
Il 28 maggio 2008 debutta con la nazionale del Galles nella vittoria per 1-0 contro l'Islanda, con lo stesso risultato si conclude il match che si è svolto il 6 settembre dello stesso anno contro l'Azerbaigian dove Vokes realizza il suo primo gol in nazionale scendendo in campo nel secondo tempo.
Il 12 novembre 2011 segna la sua prima doppietta con la maglia della Galles battendo per 4-1 la Norvegia. Il 6 febbraio 2013 segna un gol in un'amichevole vinta per 2-1 contro l'Austria.
Viene convocato per gli Europei 2016 in Francia. Subentrato nel corso del quarto di finale contro il Belgio, mette a segno il gol del definitivo 3-1 che vale ai gallesi il passaggio in semifinale.
Segna il suo ultimo gol con la nazionale l'11 ottobre 2018 in un'amichevole persa per 4-1 contro la Spagna, mentre il 9 settembre 2019 disputa la sua ultima partita con il Galles nell'amichevole vinta per 1-0 ai danni della Bielorussia.

## Statistiche

### Presenze e reti nei club
Statistiche aggiornate al 10 dicembre 2024.
| Stagione                 | Squadra                  | Campionato               | Campionato | Campionato | Coppe nazionali | Coppe nazionali | Coppe nazionali | Coppe continentali | Coppe continentali | Coppe continentali | Altre coppe | Altre coppe | Altre coppe | Totale | Totale |
| Stagione                 | Squadra                  | Comp                     | Pres       | Reti       | Comp            | Pres            | Reti            | Comp               | Pres               | Reti               | Comp        | Pres        | Reti        | Pres   | Reti   |
| ------------------------ | ------------------------ | ------------------------ | ---------- | ---------- | --------------- | --------------- | --------------- | ------------------ | ------------------ | ------------------ | ----------- | ----------- | ----------- | ------ | ------ |
| 2006-2007                | Bournemouth              | FL1                      | 13         | 4          | FACup+CdL       | 1+0             | 0+0             | -                  | -                  | -                  | EFL         | 0           | 0           | 14     | 4      |
| 2007-2008                | Bournemouth              | FL1                      | 41         | 12         | FACup+CdL       | 1+1             | 0+0             | -                  | -                  | -                  | EFL         | 2           | 0           | 45     | 12     |
| Totale Bournemouth       | Totale Bournemouth       | Totale Bournemouth       | 54         | 16         |                 | 3               | 0               |                    | -                  | -                  |             | 2           | 0           | 59     | 16     |
| 2008-2009                | Wolverhampton            | FLC                      | 36         | 6          | FACup+CdL       | 2+1             | 2+0             | -                  | -                  | -                  | -           | -           | -           | 39     | 8      |
| ago.-set. 2009           | Wolverhampton            | FLC                      | 4          | 0          | FACup+CdL       | 0+1             | 0+0             | -                  | -                  | -                  | -           | -           | -           | 5      | 0      |
| ott.-dic. 2009           | Leeds Utd                | FL1                      | 8          | 1          | FACup+CdL       | 0+0             | 0+0             | -                  | -                  | -                  | EFL         | 2           | 0           | 10     | 1      |
| gen.-mag. 2010           | Wolverhampton            | FLC                      | 1          | 0          | FACup+CdL       | 3+0             | 0+0             | -                  | -                  | -                  | -           | -           | -           | 4      | 0      |
| ago.-dic. 2010           | Bristol City             | FLC                      | 1          | 0          | FACup+CdL       | 0+0             | 0+0             | -                  | -                  | -                  | -           | -           | -           | 1      | 0      |
| gen. 2011                | Wolverhampton            | PL                       | 0          | 0          | FACup+CdL       | 2+0             | 0+0             | -                  | -                  | -                  | -           | -           | -           | 2      | 0      |
| feb.-mar. 2011           | Sheffield Utd            | FLC                      | 6          | 1          | FACup+CdL       | 0+0             | 0+0             | -                  | -                  | -                  | -           | -           | -           | 6      | 1      |
| apr. 2011                | Norwich City             | FLC                      | 4          | 1          | FACup+CdL       | 0+0             | 0+0             | -                  | -                  | -                  | -           | -           | -           | 4      | 1      |
| apr.-mag. 2011           | Wolverhampton            | PL                       | 2          | 0          | FACup+CdL       | 0+0             | 0+0             | -                  | -                  | -                  | -           | -           | -           | 2      | 0      |
| ago.-nov. 2011           | Wolverhampton            | PL                       | 4          | 0          | FACup+CdL       | 0+3             | 0+1             | -                  | -                  | -                  | -           | -           | -           | 7      | 1      |
| Totale Wolverhampton     | Totale Wolverhampton     | Totale Wolverhampton     | 47         | 6          |                 | 12              | 3               |                    | -                  | -                  |             | -           | -           | 59     | 9      |
| nov. 2011-gen. 2012      | Burnley                  | FLC                      | 9          | 2          | FACup+CdL       | 0+0             | 0+0             | -                  | -                  | -                  | -           | -           | -           | 9      | 2      |
| gen.-mag. 2012           | Brighton                 | FLC                      | 14         | 3          | FACup+CdL       | 1+0             | 0+0             | -                  | -                  | -                  | -           | -           | -           | 15     | 3      |
| 2012-2013                | Burnley                  | FLC                      | 46         | 4          | FACup+CdL       | 1+2             | 0+0             | -                  | -                  | -                  | -           | -           | -           | 49     | 4      |
| 2013-2014                | Burnley                  | FLC                      | 39         | 20         | FACup+CdL       | 1+4             | 1+0             | -                  | -                  | -                  | -           | -           | -           | 44     | 21     |
| 2014-2015                | Burnley                  | PL                       | 15         | 0          | FACup+CdL       | 2+0             | 1+0             | -                  | -                  | -                  | -           | -           | -           | 17     | 1      |
| 2015-2016                | Burnley                  | FLC                      | 43         | 15         | FACup+CdL       | 2+1             | 1+0             | -                  | -                  | -                  | -           | -           | -           | 46     | 16     |
| 2016-2017                | Burnley                  | PL                       | 37         | 10         | FACup+CdL       | 4+1             | 2+0             | -                  | -                  | -                  | -           | -           | -           | 42     | 12     |
| 2017-2018                | Burnley                  | PL                       | 30         | 4          | FACup+CdL       | 1+1             | 0+0             | -                  | -                  | -                  | -           | -           | -           | 32     | 4      |
| 2018-gen. 2019           | Burnley                  | PL                       | 20         | 3          | FACup+CdL       | 1+1             | 0+0             | UEL                | 6                  | 1                  | -           | -           | -           | 28     | 4      |
| Totale Burnley           | Totale Burnley           | Totale Burnley           | 239        | 58         |                 | 22              | 5               |                    | 6                  | 1                  |             | -           | -           | 267    | 64     |
| gen.-giu. 2019           | Stoke City               | FLC                      | 12         | 3          | FACup+CdL       | 0+0             | 0+0             | -                  | -                  | -                  | -           | -           | -           | 12     | 3      |
| 2019-2020                | Stoke City               | FLC                      | 36         | 5          | FACup+CdL       | 1+3             | 0+2             | -                  | -                  | -                  | -           | -           | -           | 40     | 7      |
| 2020-2021                | Stoke City               | FLC                      | 30         | 0          | FACup+CdL       | 1+3             | 0+1             | -                  | -                  | -                  | -           | -           | -           | 34     | 1      |
| Totale Stoke City        | Totale Stoke City        | Totale Stoke City        | 78         | 8          |                 | 8               | 3               |                    | -                  | -                  |             | -           | -           | 86     | 11     |
| 2021-2022                | Wycombe                  | FL1                      | 43+3       | 16+1       | FACup+CdL       | 2+2             | 0+0             | -                  | -                  | -                  | EFL         | 0           | 0           | 50     | 17     |
| 2022-2023                | Wycombe                  | FL1                      | 35         | 6          | FACup+CdL       | 1+0             | 0+0             | -                  | -                  | -                  | EFL         | 1           | 0           | 37     | 6      |
| 2023-2024                | Wycombe                  | FL1                      | 40         | 4          | FACup+CdL       | 0+2             | 0+0             | -                  | -                  | -                  | EFL         | 6           | 1           | 48     | 5      |
| 2024-2025                | Wycombe                  | FL1                      | 2          | 2          | FACup+CdL       | 0+1             | 0+0             | -                  | -                  | -                  | EFL         | 1           | 0           | 4      | 2      |
| Totale Wycombe Wanderers | Totale Wycombe Wanderers | Totale Wycombe Wanderers | 120+3      | 28+1       |                 | 8               | 0               |                    | -                  | -                  |             | 8           | 1           | 139    | 30     |
| Totale carriera          | Totale carriera          | Totale carriera          | 574        | 123        |                 | 54              | 11              |                    | 6                  | 1                  |             | 12          | 1           | 646    | 136    |

### Cronologia presenze e reti in nazionale
| Cronologia completa delle presenze e delle reti in nazionale ― Galles | Cronologia completa delle presenze e delle reti in nazionale ― Galles | Cronologia completa delle presenze e delle reti in nazionale ― Galles | Cronologia completa delle presenze e delle reti in nazionale ― Galles | Cronologia completa delle presenze e delle reti in nazionale ― Galles | Cronologia completa delle presenze e delle reti in nazionale ― Galles | Cronologia completa delle presenze e delle reti in nazionale ― Galles | Cronologia completa delle presenze e delle reti in nazionale ― Galles |
| Data                                                                  | Città                                                                 | In casa                                                               | Risultato                                                             | Ospiti                                                                | Competizione                                                          | Reti                                                                  | Note                                                                  |
| --------------------------------------------------------------------- | --------------------------------------------------------------------- | --------------------------------------------------------------------- | --------------------------------------------------------------------- | --------------------------------------------------------------------- | --------------------------------------------------------------------- | --------------------------------------------------------------------- | --------------------------------------------------------------------- |
| 28-5-2008                                                             | Reykjavík                                                             | Islanda                                                               | 0 – 1                                                                 | Galles                                                                | Amichevole                                                            | -                                                                     | 49’                                                                   |
| 1-6-2008                                                              | Rotterdam                                                             | Paesi Bassi                                                           | 2 – 0                                                                 | Galles                                                                | Amichevole                                                            | -                                                                     | 73’                                                                   |
| 6-9-2008                                                              | Cardiff                                                               | Galles                                                                | 1 – 0                                                                 | Azerbaigian                                                           | Qual. Mondiali 2010                                                   | 1                                                                     | 72’                                                                   |
| 10-9-2008                                                             | Mosca                                                                 | Russia                                                                | 2 – 1                                                                 | Galles                                                                | Qual. Mondiali 2010                                                   | -                                                                     | 62’                                                                   |
| 11-10-2008                                                            | Cardiff                                                               | Galles                                                                | 2 – 0                                                                 | Liechtenstein                                                         | Qual. Mondiali 2010                                                   | -                                                                     | 51’                                                                   |
| 19-11-2008                                                            | Copenaghen                                                            | Danimarca                                                             | 0 – 1                                                                 | Galles                                                                | Amichevole                                                            | -                                                                     | 61’                                                                   |
| 11-2-2009                                                             | Faro                                                                  | Galles                                                                | 0 – 1                                                                 | Polonia                                                               | Amichevole                                                            | -                                                                     | 46’                                                                   |
| 1-4-2009                                                              | Cardiff                                                               | Galles                                                                | 0 – 2                                                                 | Germania                                                              | Qual. Mondiali 2010                                                   | -                                                                     | 62’                                                                   |
| 29-5-2009                                                             | Llanelli                                                              | Galles                                                                | 1 – 0                                                                 | Estonia                                                               | Amichevole                                                            | -                                                                     | 59’                                                                   |
| 6-6-2009                                                              | Baku                                                                  | Azerbaigian                                                           | 0 – 1                                                                 | Galles                                                                | Qual. Mondiali 2010                                                   | -                                                                     | 70’                                                                   |
| 12-8-2009                                                             | Podgorica                                                             | Montenegro                                                            | 2 – 1                                                                 | Galles                                                                | Amichevole                                                            | 1                                                                     | 46’                                                                   |
| 9-9-2009                                                              | Cardiff                                                               | Galles                                                                | 1 – 3                                                                 | Russia                                                                | Qual. Mondiali 2010                                                   | -                                                                     | 74’                                                                   |
| 10-10-2009                                                            | Helsinki                                                              | Finlandia                                                             | 2 – 1                                                                 | Galles                                                                | Qual. Mondiali 2010                                                   | -                                                                     | 63’                                                                   |
| 14-11-2009                                                            | Cardiff                                                               | Galles                                                                | 3 – 0                                                                 | Scozia                                                                | Amichevole                                                            | -                                                                     | 46’                                                                   |
| 3-3-2010                                                              | Swansea                                                               | Galles                                                                | 0 – 1                                                                 | Svezia                                                                | Amichevole                                                            | -                                                                     | 53’                                                                   |
| 23-5-2010                                                             | Osijek                                                                | Croazia                                                               | 2 – 0                                                                 | Galles                                                                | Amichevole                                                            | -                                                                     | 71’                                                                   |
| 25-5-2011                                                             | Dublino                                                               | Galles                                                                | 1 – 3                                                                 | Scozia                                                                | Amichevole                                                            | -                                                                     | 72’                                                                   |
| 27-5-2011                                                             | Dublino                                                               | Galles                                                                | 2 – 0                                                                 | Irlanda del Nord                                                      | Amichevole                                                            | -                                                                     | 80’                                                                   |
| 12-11-2011                                                            | Cardiff                                                               | Galles                                                                | 4 – 1                                                                 | Norvegia                                                              | Amichevole                                                            | 2                                                                     | 70’                                                                   |
| 29-2-2012                                                             | Cardiff                                                               | Galles                                                                | 0 – 1                                                                 | Costa Rica                                                            | Amichevole                                                            | -                                                                     | 67’                                                                   |
| 27-5-2012                                                             | East Rutherford                                                       | Messico                                                               | 2 – 0                                                                 | Galles                                                                | Amichevole                                                            | -                                                                     | 60’                                                                   |
| 15-8-2012                                                             | Llanelli                                                              | Galles                                                                | 0 – 2                                                                 | Bosnia ed Erzegovina                                                  | Amichevole                                                            | -                                                                     | 70’                                                                   |
| 7-9-2012                                                              | Cardiff                                                               | Galles                                                                | 0 – 2                                                                 | Belgio                                                                | Qual. Mondiali 2014                                                   | -                                                                     | 72’ 85’                                                               |
| 16-10-2012                                                            | Osijek                                                                | Croazia                                                               | 2 – 0                                                                 | Galles                                                                | Qual. Mondiali 2014                                                   | -                                                                     | 72’                                                                   |
| 6-2-2013                                                              | Swansea                                                               | Galles                                                                | 2 – 1                                                                 | Austria                                                               | Amichevole                                                            | 1                                                                     | 46’                                                                   |
| 14-8-2013                                                             | Cardiff                                                               | Galles                                                                | 0 – 0                                                                 | Irlanda                                                               | Amichevole                                                            | -                                                                     | 59’                                                                   |
| 6-9-2013                                                              | Skopje                                                                | Macedonia                                                             | 2 – 1                                                                 | Galles                                                                | Qual. Mondiali 2014                                                   | -                                                                     | 85’                                                                   |
| 10-9-2013                                                             | Cardiff                                                               | Galles                                                                | 0 – 3                                                                 | Serbia                                                                | Qual. Mondiali 2014                                                   | -                                                                     |                                                                       |
| 15-10-2013                                                            | Bruxelles                                                             | Belgio                                                                | 1 – 1                                                                 | Galles                                                                | Qual. Mondiali 2014                                                   | -                                                                     | 70’                                                                   |
| 16-11-2013                                                            | Cardiff                                                               | Galles                                                                | 1 – 1                                                                 | Finlandia                                                             | Amichevole                                                            | -                                                                     | 63’                                                                   |
| 5-3-2014                                                              | Cardiff                                                               | Galles                                                                | 3 – 1                                                                 | Islanda                                                               | Amichevole                                                            | 1                                                                     |                                                                       |
| 28-3-2015                                                             | Haifa                                                                 | Israele                                                               | 0 – 3                                                                 | Galles                                                                | Qual. Euro 2016                                                       | -                                                                     | 68’                                                                   |
| 12-6-2015                                                             | Cardiff                                                               | Galles                                                                | 1 – 0                                                                 | Belgio                                                                | Qual. Euro 2016                                                       | -                                                                     | 87’                                                                   |
| 3-9-2015                                                              | Nicosia                                                               | Cipro                                                                 | 0 – 1                                                                 | Galles                                                                | Qual. Euro 2016                                                       | -                                                                     | 68’                                                                   |
| 6-9-2015                                                              | Cardiff                                                               | Galles                                                                | 0 – 0                                                                 | Israele                                                               | Qual. Euro 2016                                                       | -                                                                     | 86’                                                                   |
| 10-10-2015                                                            | Zenica                                                                | Bosnia ed Erzegovina                                                  | 2 – 0                                                                 | Galles                                                                | Qual. Euro 2016                                                       | -                                                                     | 75’                                                                   |
| 13-10-2015                                                            | Cardiff                                                               | Galles                                                                | 2 – 0                                                                 | Andorra                                                               | Qual. Euro 2016                                                       | -                                                                     |                                                                       |
| 24-3-2016                                                             | Cardiff                                                               | Galles                                                                | 1 – 1                                                                 | Irlanda del Nord                                                      | Amichevole                                                            | -                                                                     | 76’                                                                   |
| 28-3-2016                                                             | Kiev                                                                  | Ucraina                                                               | 1 – 0                                                                 | Galles                                                                | Amichevole                                                            | -                                                                     | 61’                                                                   |
| 5-6-2016                                                              | Solna                                                                 | Svezia                                                                | 3 – 0                                                                 | Galles                                                                | Amichevole                                                            | -                                                                     | 73’                                                                   |
| 20-6-2016                                                             | Tolosa                                                                | Galles                                                                | 3 – 0                                                                 | Russia                                                                | Euro 2016 - 1º turno                                                  | -                                                                     | 16’                                                                   |
| 25-6-2016                                                             | Parigi                                                                | Galles                                                                | 1 – 0                                                                 | Irlanda del Nord                                                      | Euro 2016 - Ottavi di finale                                          | -                                                                     | 55’                                                                   |
| 1-7-2016                                                              | Lilla                                                                 | Galles                                                                | 3 – 1                                                                 | Belgio                                                                | Euro 2016 - Quarti di finale                                          | 1                                                                     | 80’                                                                   |
| 6-7-2016                                                              | Lione                                                                 | Portogallo                                                            | 2 – 0                                                                 | Galles                                                                | Euro 2016 - Semifinale                                                | -                                                                     | 58’                                                                   |
| 5-9-2016                                                              | Cardiff                                                               | Galles                                                                | 4 – 0                                                                 | Moldavia                                                              | Qual. Mondiali 2018                                                   | 1                                                                     | 75’                                                                   |
| 6-10-2016                                                             | Vienna                                                                | Austria                                                               | 2 – 2                                                                 | Galles                                                                | Qual. Mondiali 2018                                                   | -                                                                     | 77’                                                                   |
| 9-10-2016                                                             | Cardiff                                                               | Galles                                                                | 1 – 1                                                                 | Georgia                                                               | Qual. Mondiali 2018                                                   | -                                                                     |                                                                       |
| 12-11-2016                                                            | Cardiff                                                               | Galles                                                                | 1 – 1                                                                 | Serbia                                                                | Qual. Mondiali 2018                                                   | -                                                                     |                                                                       |
| 24-3-2017                                                             | Dublino                                                               | Irlanda                                                               | 0 – 0                                                                 | Galles                                                                | Qual. Mondiali 2018                                                   | -                                                                     | 46’                                                                   |
| 11-6-2017                                                             | Belgrado                                                              | Serbia                                                                | 1 – 1                                                                 | Galles                                                                | Qual. Mondiali 2018                                                   | -                                                                     | 86’                                                                   |
| 2-9-2017                                                              | Cardiff                                                               | Galles                                                                | 1 – 0                                                                 | Austria                                                               | Qual. Mondiali 2018                                                   | -                                                                     | 69’                                                                   |
| 5-9-2017                                                              | Chișinău                                                              | Moldavia                                                              | 0 – 2                                                                 | Galles                                                                | Qual. Mondiali 2018                                                   | -                                                                     | 67’                                                                   |
| 6-10-2017                                                             | Tbilisi                                                               | Georgia                                                               | 0 – 1                                                                 | Galles                                                                | Qual. Mondiali 2018                                                   | -                                                                     | 74’                                                                   |
| 9-10-2017                                                             | Cardiff                                                               | Galles                                                                | 0 – 1                                                                 | Irlanda                                                               | Qual. Mondiali 2018                                                   | -                                                                     | 71’                                                                   |
| 10-11-2017                                                            | Saint-Denis                                                           | Georgia                                                               | 0 – 1                                                                 | Galles                                                                | Amichevole                                                            | -                                                                     | 83’                                                                   |
| 14-11-2017                                                            | Cardiff                                                               | Galles                                                                | 1 – 1                                                                 | Panama                                                                | Amichevole                                                            | -                                                                     | 46’                                                                   |
| 22-3-2018                                                             | Nanning                                                               | Cina                                                                  | 0 – 6                                                                 | Galles                                                                | Amichevole                                                            | 2                                                                     | 62’                                                                   |
| 26-3-2018                                                             | Nanning                                                               | Uruguay                                                               | 1 – 0                                                                 | Galles                                                                | Amichevole                                                            | -                                                                     | 67’                                                                   |
| 29-5-2018                                                             | Pasadena                                                              | Messico                                                               | 0 – 0                                                                 | Galles                                                                | Amichevole                                                            | -                                                                     | 46’                                                                   |
| 11-10-2018                                                            | Cardiff                                                               | Galles                                                                | 1 – 4                                                                 | Spagna                                                                | Amichevole                                                            | 1                                                                     |                                                                       |
| 20-11-2018                                                            | Elbasan                                                               | Albania                                                               | 1 – 0                                                                 | Galles                                                                | Amichevole                                                            | -                                                                     | 78’                                                                   |
| 11-6-2019                                                             | Budapest                                                              | Ungheria                                                              | 1 – 0                                                                 | Galles                                                                | Qual. Euro 2020                                                       | -                                                                     | 79’                                                                   |
| 6-9-2019                                                              | Cardiff                                                               | Galles                                                                | 2 – 1                                                                 | Azerbaigian                                                           | Qual. Euro 2020                                                       | -                                                                     | 75’                                                                   |
| 9-9-2019                                                              | Cardiff                                                               | Galles                                                                | 1 – 0                                                                 | Bielorussia                                                           | Amichevole                                                            | -                                                                     | 75’                                                                   |
| Totale                                                                |                                                                       | Presenze                                                              | 64                                                                    |                                                                       | Reti                                                                  | 11                                                                    |                                                                       |

## Palmarès

### Club

#### Competizioni nazionali
- Football League Championship: 1

Burnley: 2015-2016